# Prvenstvo Hrvatske u boćanju 1994.
Prventvo Hrvatske u boćanju za 1994. godinu je treći put zaredom osvojio Zrinjevac iz Zagreba.

## Prva liga

### Jug
| mj. | klub                        | bod.     |
| --- | --------------------------- | -------- |
| 1.  | Nada (Split)                | 196      |
| 2.  | Građenje (Split)            | 188      |
| 3.  | Gorčina (Omiš)              | 187      |
| 4.  | Metković (Metković)         | 182      |
| 5.  | ZAP (Split)                 | 177      |
| 6.  | Amfora (Hvar)               | 159      |
| 7.  | Hoteli Makarska (Makarska)  | 157 (-1) |
| 8.  | Cavtat (Cavtat)             | 131      |
| 9.  | Orkan (Dugi Rat)            | 124      |
| 10. | Slobodna plovidba (Šibenik) | 118      |

### Zapad
| mj. | klub                   | bod. |
| --- | ---------------------- | ---- |
| 1.  | Zrinjevac (Zagreb)     | 190  |
| 2.  | Rikard Benčić (Rijeka) | 154  |
| 3.  | PPK – Puris (Pazin)    | 153  |
| 4.  | Mario Gennari (Rijeka) | 121  |
| 5.  | Istra (Poreč)          | 117  |
| 6.  | Pula (Pula)            | 97   |
| 7.  | Lučki Radnik (Rijeka)  | 90   |
| 8.  | Novi Zagreb (Zagreb)   | 86   |

### Doigravanje
| klub1                                   | rez.            | klub2                |
| poluzavršnica                           | poluzavršnica   | poluzavršnica        |
| --------------------------------------- | --------------- | -------------------- |
| Građenje Split                          | 10:8, 3:15      | Zrinjevac Zagreb     |
| Rikard Benčić Rijeka                    | 14:4, 10:8      | Nada Split           |
|                                         |                 |                      |
| za prvaka                               |                 |                      |
| Zrinjevac Zagreb                        | 9;9, 9;9, b.b.* | Rikard Benčić Rijeka |
|                                         |                 |                      |
| Zrinjevac postao prvakom odlukom saveza |                 |                      |

## Druga liga

### Sjever
1. Dubrava (Zagreb)
2. Zagreb (Zagreb)
3. Siget – Osvit (Zagreb)
4. Industrogradnja (Zagreb)
5. Dubec (Zagreb)
6. Špansko (Zagreb)
7. Višnjevac (Višnjevac – Osijek)
8. Prečko (Zagreb)

### Zapad
1. Drenova (Rijeka)
2. Labin – Pewa (Labin)
3. Turnić (Rijeka)
4. Punat (Krk)
5. Kamen (Pazin)
6. Umag (Umag)
7. Olimpija (Pula)
8. Trsat (Rijeka)

### Srednja Dalmacija
1. Primošten (Primošten)
2. Poštar (Split)
3. Pag (Pag)
4. Vitis (Hvar)
5. Gradina (Cista Velika)
6. Zdravstvo (Split)
7. Naklice (Naklice)
8. Brodosplit (Split)
9. Elektrodalmacija (Split)
10. Nesklad (Naklice)

### Južna Dalmacija
1. Hidroelektrana (Dubrovnik)
2. Rijeka Mandaljena (Srebreno)
3. Brgat (Dubrovnik)
4. PZ Komolac (Dubrovnik)
5. Zrinski (Mostar)
6. Krešimir (Metković)
7. Topolo (Dubrovnik)
8. Zaton (Zaton Veliki)